# Čelistná
Čelistná (německy Tschelestina) je obec v okrese Pelhřimov v Kraji Vysočina. Žije zde 92 obyvatel.
Ve vzdálenosti osm kilometrů severně leží město Pelhřimov, 23 kilometrů severovýchodně město Humpolec, 28 kilometrů východně statutární město Jihlava a 28 kilometrů jihozápadně město Jindřichův Hradec.

## Historie
První písemná zmínka o obci pochází z roku 1384.

## Obyvatelstvo
| Rok            | 1869 | 1880 | 1890 | 1900 | 1910 | 1921 | 1930 | 1950 | 1961 | 1970 | 1980 | 1991 | 2001 | 2011 | 2021 |
| -------------- | ---- | ---- | ---- | ---- | ---- | ---- | ---- | ---- | ---- | ---- | ---- | ---- | ---- | ---- | ---- |
| Počet obyvatel | 131  | 148  | 161  | 151  | 135  | 132  | 116  | 74   | 114  | 101  | 122  | 125  | 104  | 107  | 89   |
| Počet domů     | 19   | 20   | 22   | 22   | 22   | 22   | 21   | 21   | 22   | 22   | 22   | 25   | 26   | 27   | 27   |

## Obecní správa
Mezi lety 1869–1975 Čelistná byla obcí v okrese Pelhřimov. Od 1. července 1975 do 31. prosince 1979 patřila jako část obce k Libkově Vodě. Od 1. ledna 1980 do 31. prosince 1992 patřila jako čast města k Pelhřimovu a od 1. ledna 1993 je opět samostatnou obcí.